# The Fat Duck
Het restaurant The Fat Duck is een van de vier Engelse restaurants met drie Michelinsterren. Het stond in 2005 aan de top van de Top 50 van Beste restaurants van de wereld volgens het tijdschrift Restaurant Magazine. Het is gelegen in het dorp Bray in Berkshire. De chef is Heston Blumenthal. Het restaurant biedt plaats aan circa veertig bezoekers en werkt met een keukenbrigade van veertig personen. Het degustatiemenu kostte in 2019 325 pond. De prijzen van een bijpassend drankarrangement variëren van 59 tot 750 pond.
De keuken staat gekend als experimenteel, met onder meer gebruik te maken van de moleculaire gastronomie.
De opeenvolgende Michelinsterren behaalde het restaurant in 1998, 2001 en 2004. Gault Millau gaf het restaurant negentien van de twintig punten in januari 2005. Naast een eerste plaats volgens Restaurant Magazine in 2005 scoorde het als tweede beste restaurant in 2004, 2006, 2007, 2008 en 2009, een derde beste plaats in 2010 en een vijfde plaats in 2011. Het kreeg ook de bijkomende vermelding van Chef's Choice van dezelfde uitgever in 2007 en 2010 op basis van de verkiezing door vijftig wereldgekende chefs. Andere prijzen waren de Grand Prix de L’Art de la Cuisine van de internationale academie van de gastronomie in 2007 en de nominatie tot GQ Chef of the Year in 2010.
Van 27 februari tot 12 maart 2009 werd het restaurant gesloten nadat een groep van circa veertig bezoekers een voedselvergiftiging had opgelopen. Het restaurant had eerder al in 2004 een waarschuwing van de voedselinspectie opgelopen na grenswaarden voor listeria.

## Voedselgalerij

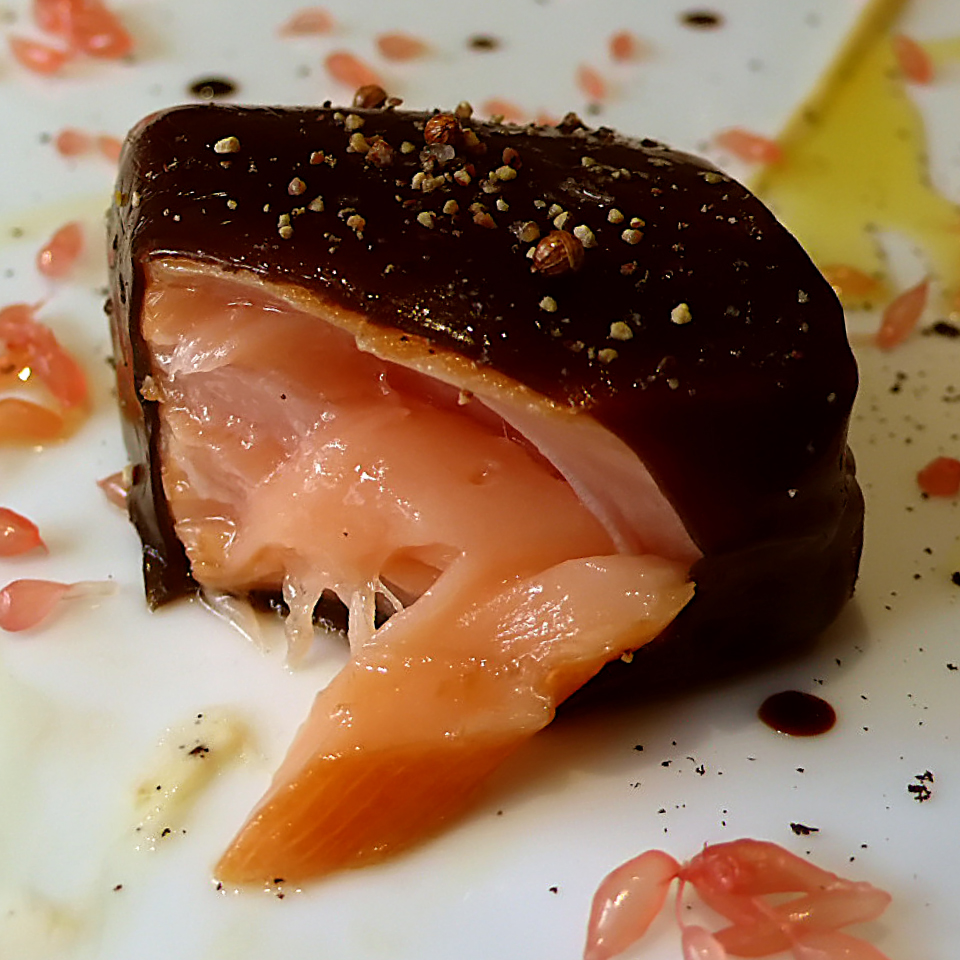
Zalm gepocheerd in een gelei van zoethout met een mayonaise op basis van artisjokken en vanille.
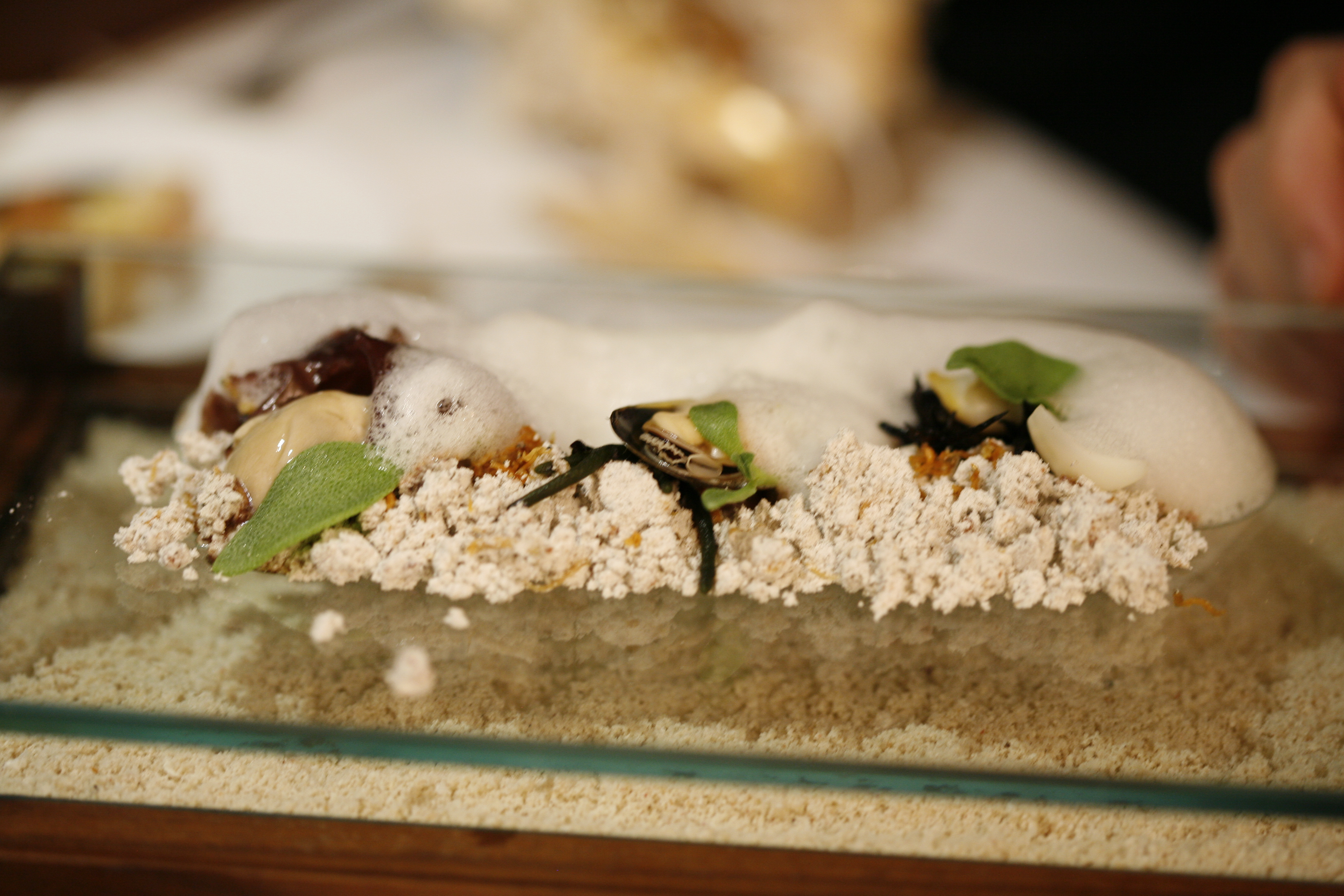
'Sound of the Sea': Oesters, schaaldieren, mossels en zeegras geserveerd met een glas Sake.
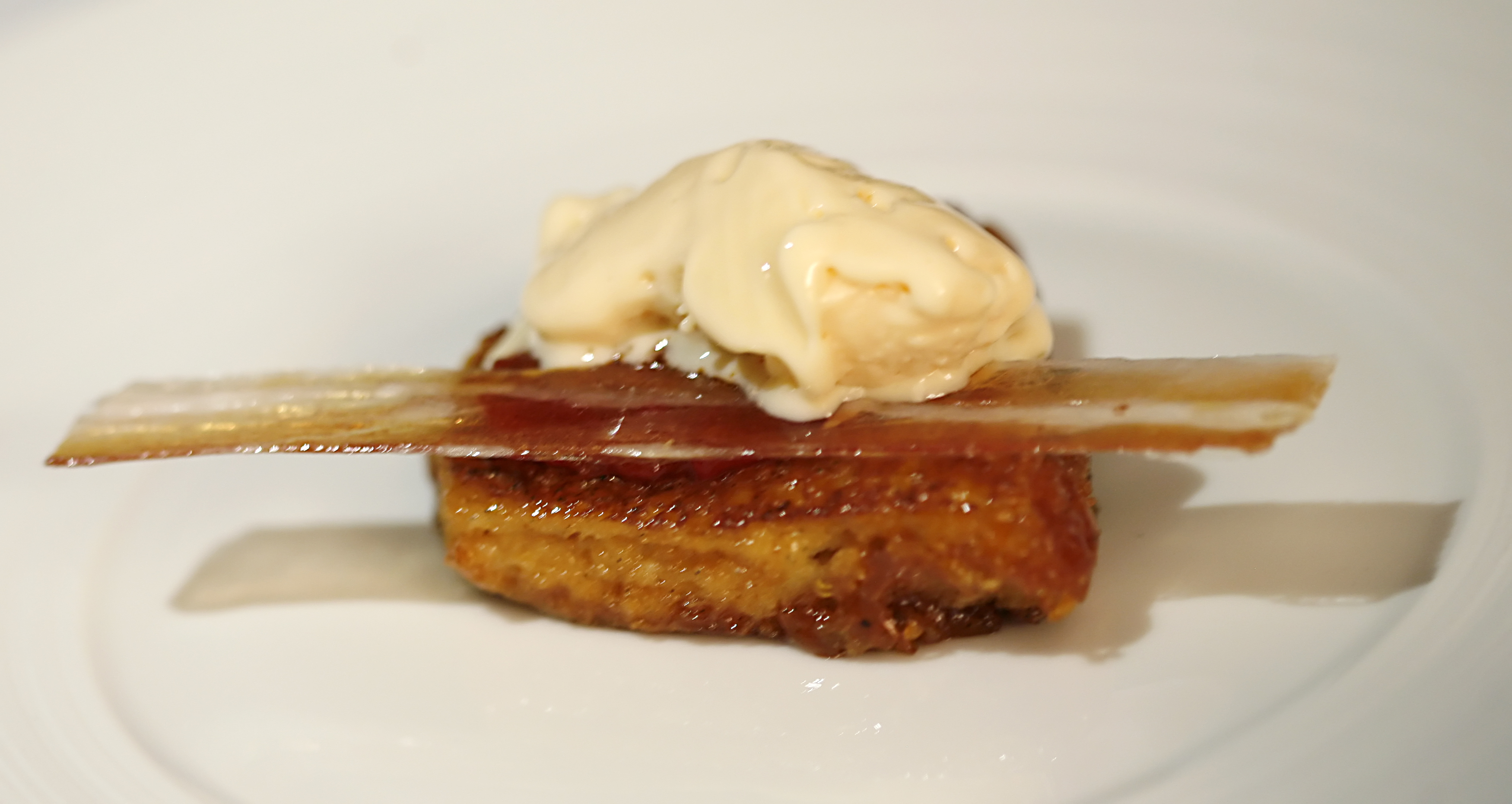
Roomijs van met vloeibaar stikstof gekoeld roerei en bacon.
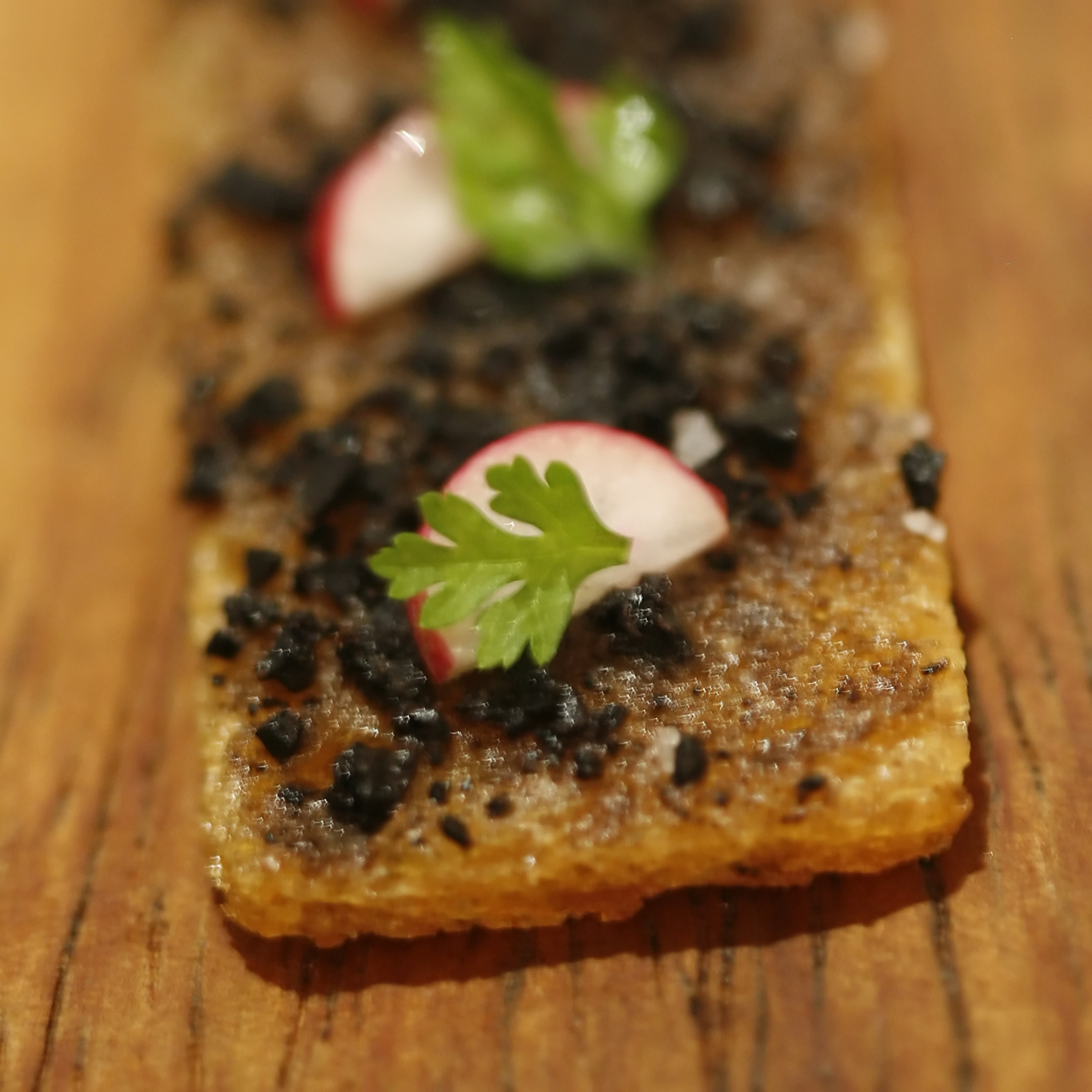
Truffeltoast met peterselie en radijs.
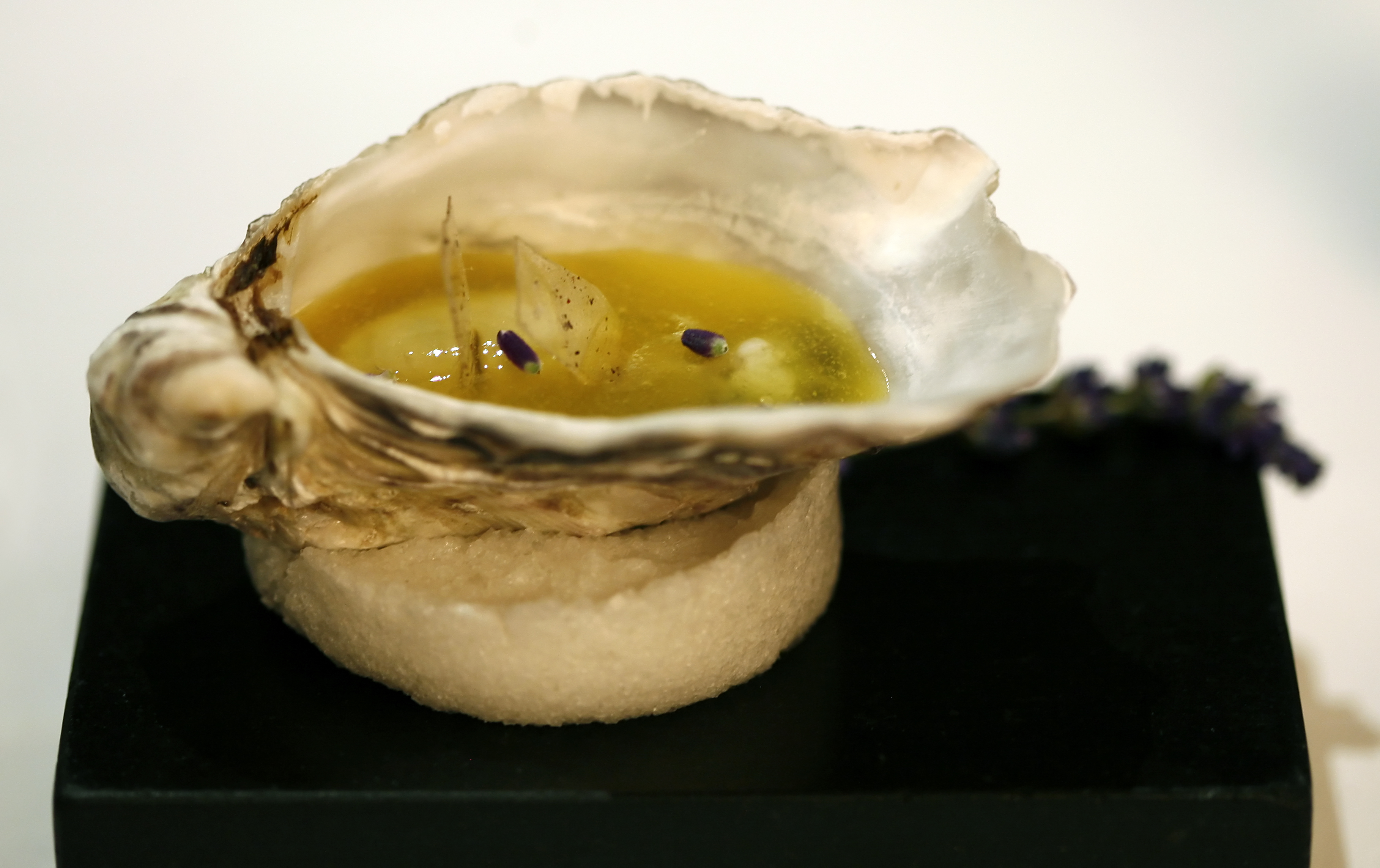
Gelei van oester en passievrucht op een bed van lavendel, geserveerd in een oesterschelp.
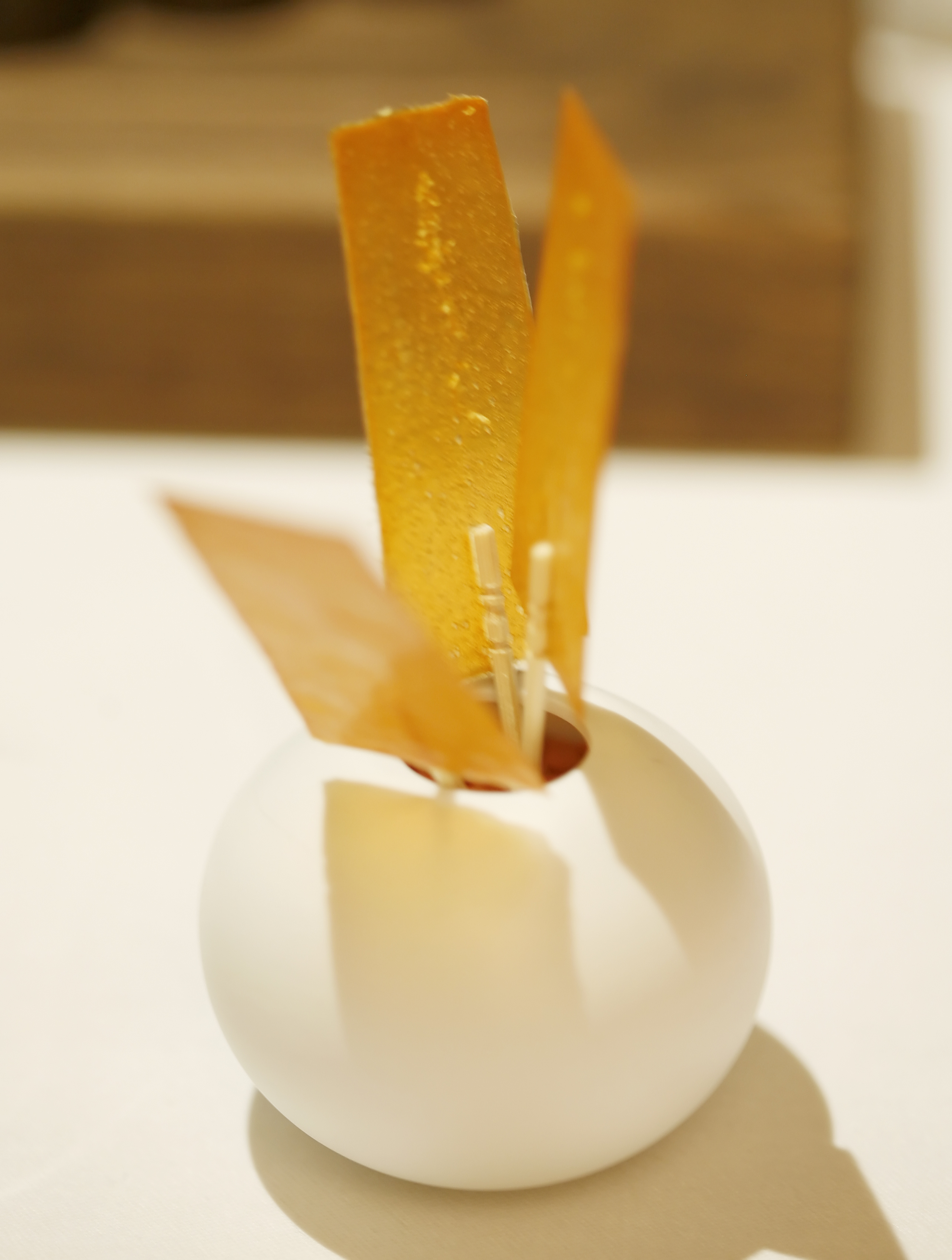
Lolly van wortel en sinaasappel.